# She's Got That Vibe
She's Got That Vibe is een nummer van de Amerikaanse r&b-zanger R. Kelly uit 1992. Het is de eerste single van zijn debuutalbum Born into the 90's.
In de Amerikaanse Billboard Hot 100 haalde het nummer een bescheiden 59e positie. Het meeste succes had het nummer in het Verenigd Koninkrijk en Nederland. In de Nederlandse Top 40 behaalde het de 15e positie. Hiermee had R. Kelly met zijn debuutsingle al meteen een hit te pakken.